# Ernst von Hoeppner
Ernst Wilhelm von Hoeppner (Wollin, 14 gennaio 1860 – Wollin, 26 settembre 1922) è stato un generale tedesco.
Durante la prima guerra mondiale, era capo di stato maggiore nell'esercito tedesco prima di divenire comandante dell'aviazione, la Luftstreitkräfte.